# Marcus Porcius Cato (Konsul 118 v. Chr.)
Marcus Porcius Cato († 118 v. Chr.) war ein Mitglied des römischen Plebejergeschlechts der Porcier und 118 v. Chr. Konsul.
Marcus Porcius Cato war der ältere Sohn des Marcus Porcius Cato Licinianus sowie ein Enkel des bekannten konservativen römischen Staatsmanns Marcus Porcius Cato Censorius. Über sein frühes Leben und die ersten Stationen seines cursus honorum ist nichts bekannt. Spätestens 121 v. Chr. hatte er die Prätur inne. Drei Jahre später, 118 v. Chr., stieg er zum höchsten Staatsamt auf, wobei sein Mitkonsul Quintus Marcius Rex war. Er begab sich nach Afrika. Vermutlich fiel ihm dort die Aufgabe zu, als Streitschlichter zwischen den Erben des numidischen Herrschers Micipsa, des Sohnes des Massinissa, aufzutreten. Allerdings verstarb er noch in seinem Konsulat.
Marcus Porcius Cato wurde als kraftvoller Redner eingeschätzt. Mehrere seiner Reden blieben für einige Zeit nach seinem Tod erhalten.